# Charles Edward Pratt

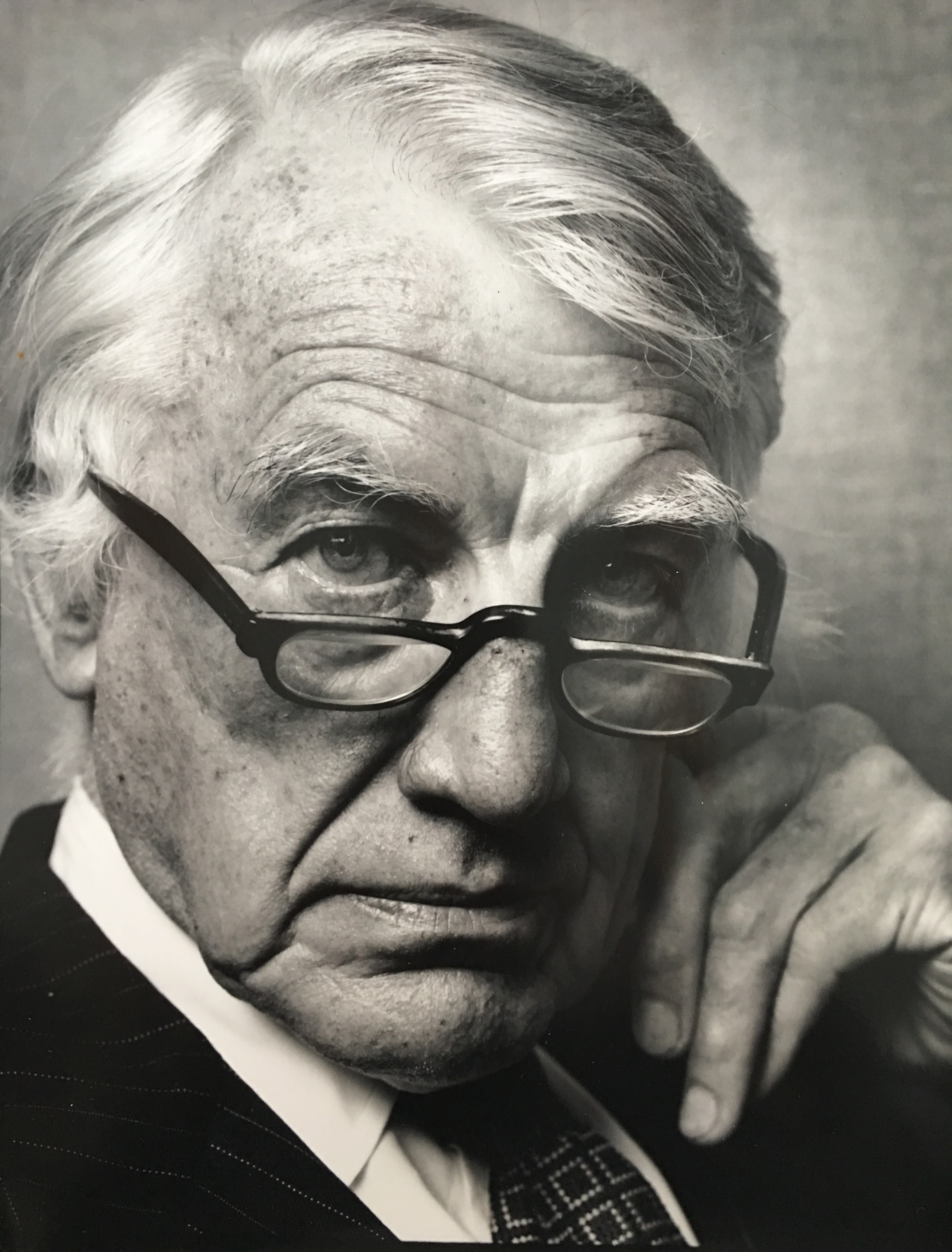
Charles Edward Pratt

Charles Edward „Ned“ Pratt (geboren am 15. Juli 1911 in Boston; gestorben am 24. Februar 1996 in Vancouver) war ein kanadischer Ruderer und Architekt.

## Karriere
Noël de Mille und Charles Pratt vertraten Kanada bei den Olympischen Spielen 1932 in Los Angeles im Doppelzweier. Dort erreichten von fünf gestarteten Booten vier das Finale. Die beiden Kanadier gewannen ihren Vorlauf vor den Italienern und den Brasilianern. Im Finale siegten Kenneth Myers und William Gilmore aus den Vereinigten Staaten vor dem deutschen Boot mit Herbert Buhtz und Gerhard Boetzelen. Dahinter gewannen die Kanadier die Bronzemedaille vor den Italienern. Pratt ruderte im Vancouver Rowing Club und bis zu seiner Graduierung im Boot der University of British Columbia.
Nach seiner Karriere begann Pratt als Architekt. Seit den 1950er Jahren war er Partner im 1908 von Sharp und Thompson gegründeten Architekturbüro Sharp and Thompson, Berwick, Pratt, das später Thompson, Berwick, Pratt and Partners hieß. Ein von Pratt entworfenes Bauwerk war das 1955 fertiggestellte Gebäude der British Columbia Electric Company in Victoria. Das sechsstöckige modernistische Bürogebäude wird auch als Richard Blandish Building bezeichnet. Seit 2008 ist das Gebäude auf der Liste von Canada’s Historic Places. 1957 wurde das ebenfalls von Pratt entworfene Electra Building in Vancouver fertig gestellt, in dem lange BC Hydro seinen Hauptsitz hatte. Dieses Gebäude wurde 1993 auf der Liste von Canada’s Historic Places aufgenommen.

## Galerie

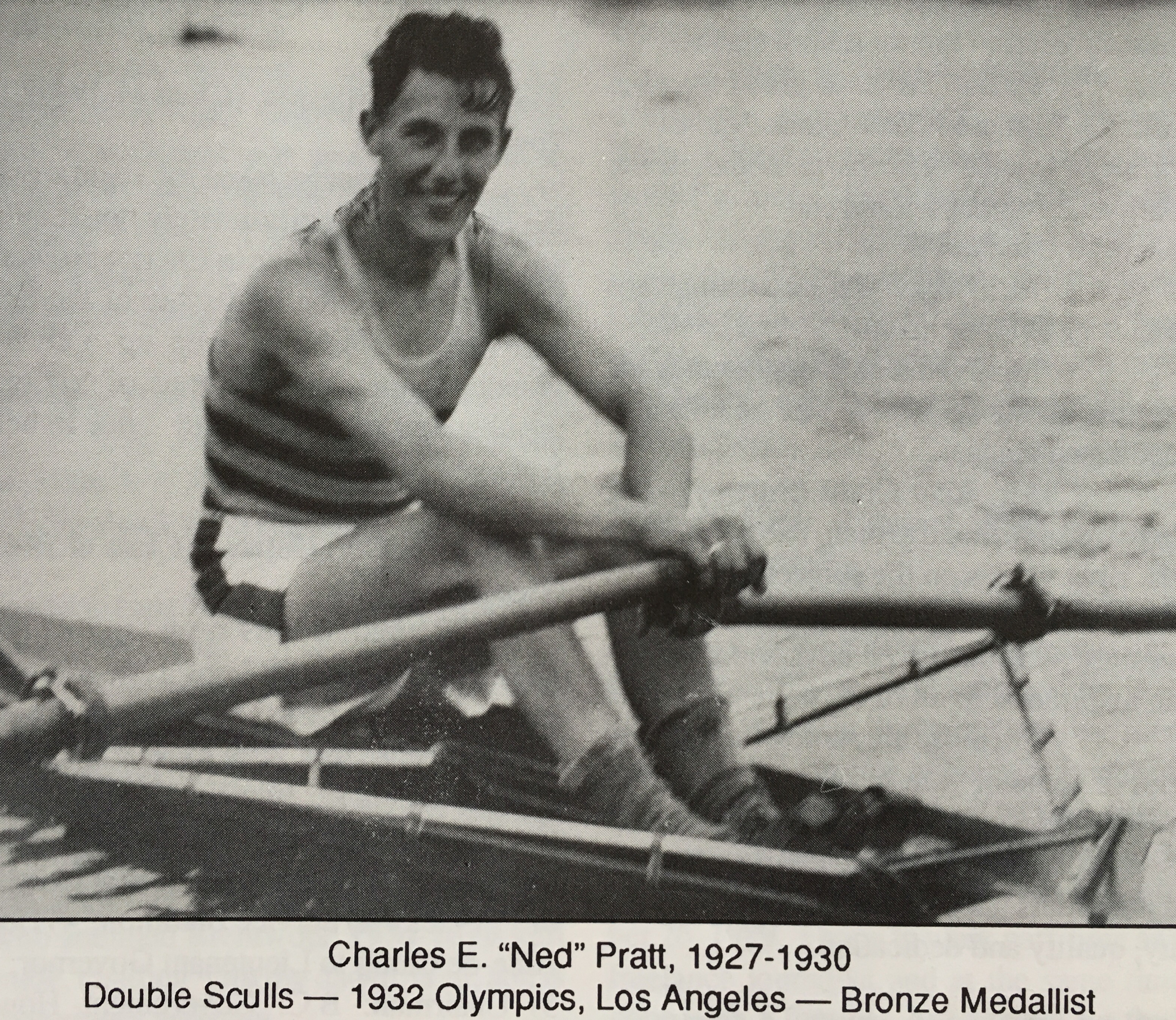
Pratt als Ruderer
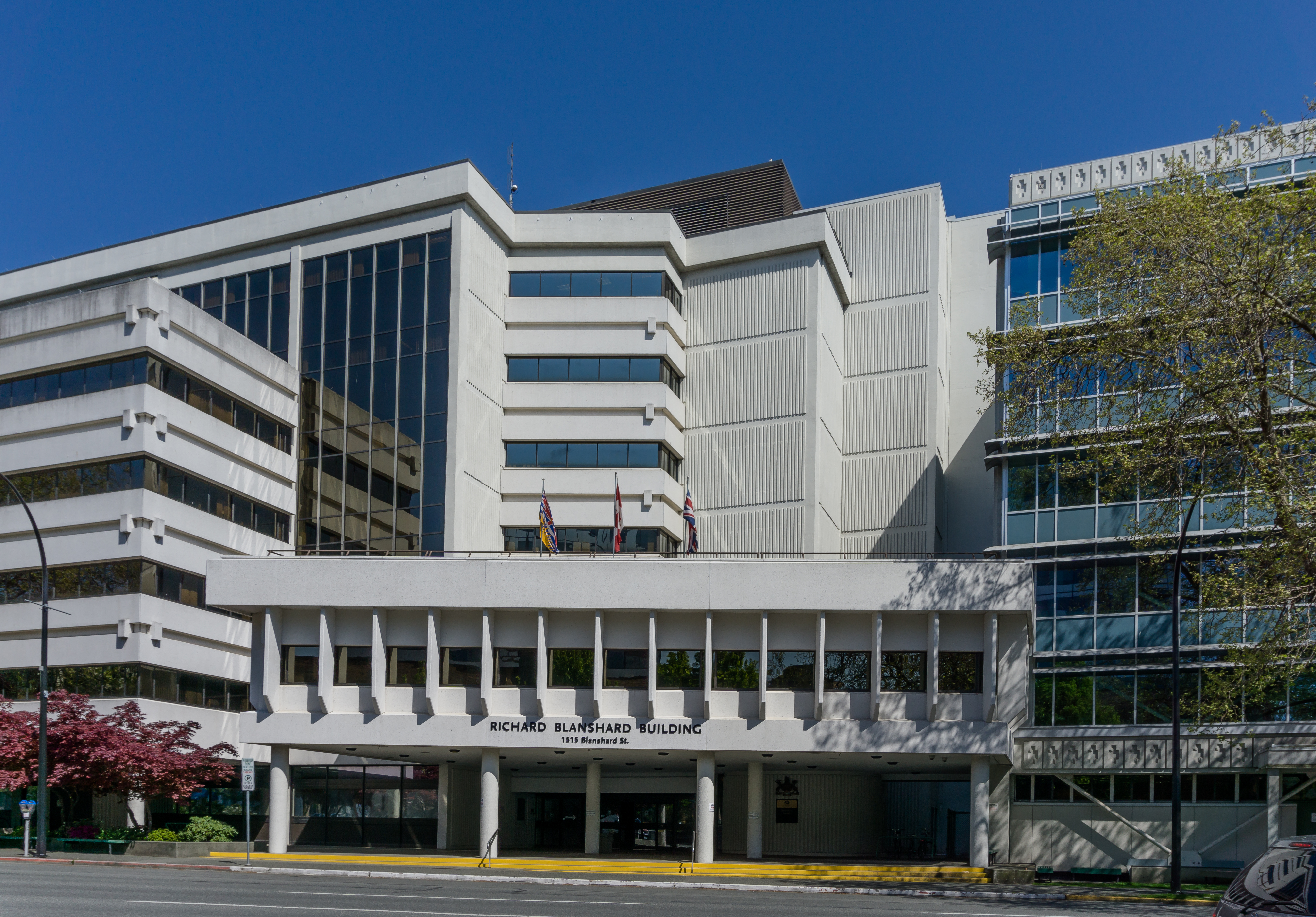
BC Electric Building in Victoria (2018)
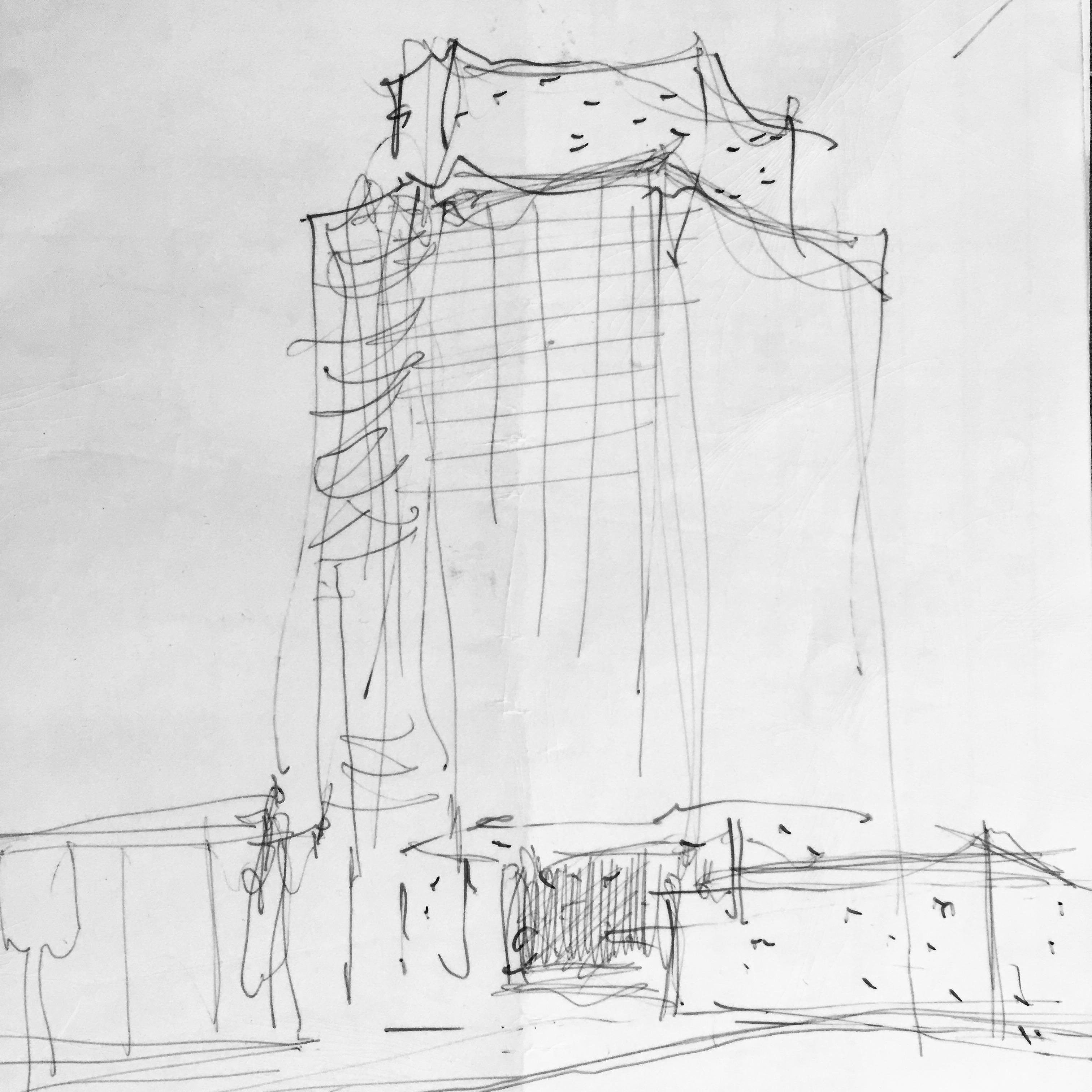
Frühe Skizze des Electra Building in Vancouver
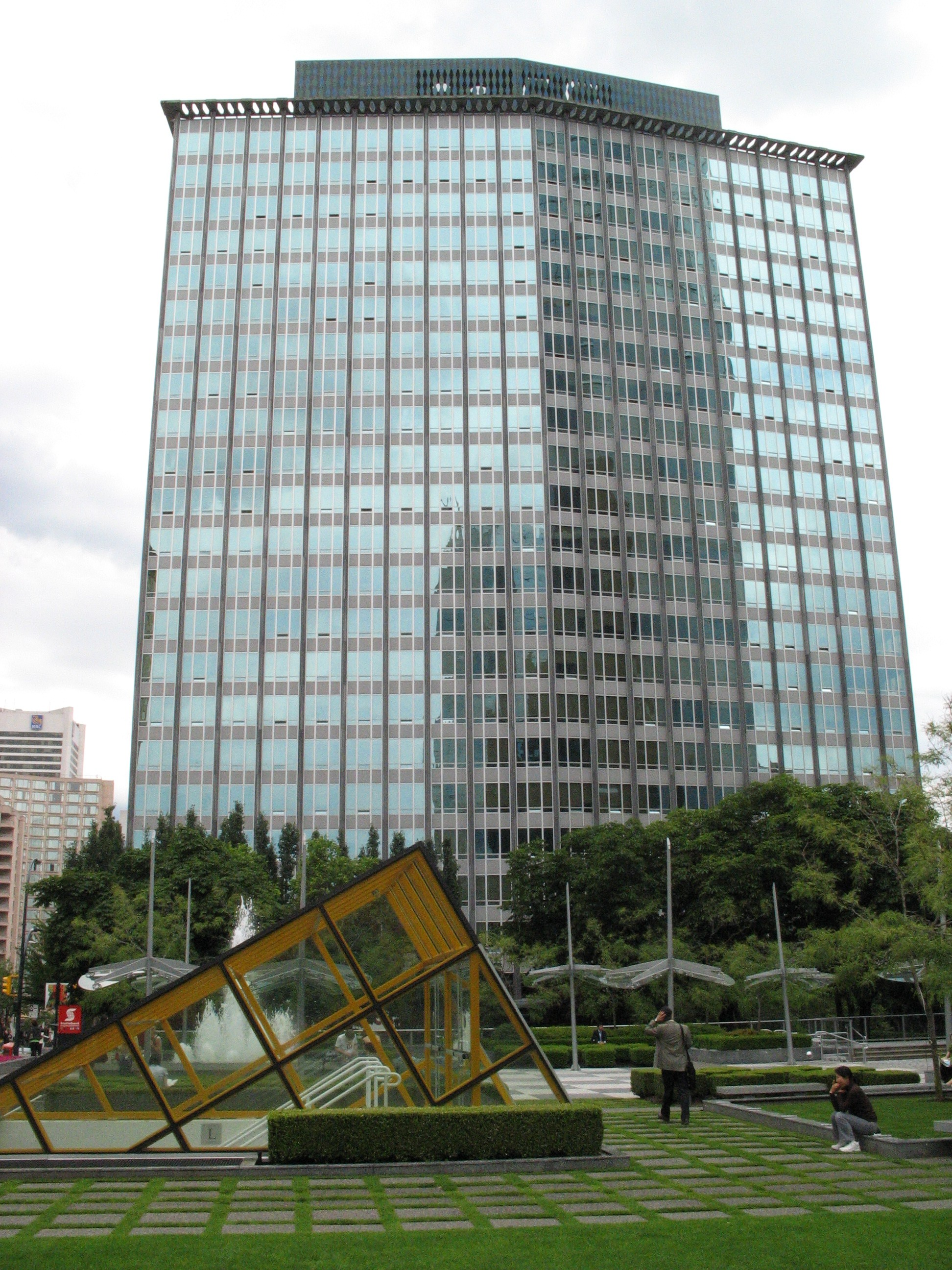
Electra Building in Vancouver (2007)